# Bouesse
Bouesse is een gemeente in het Franse departement Indre (regio Centre-Val de Loire) en telt 394 inwoners (2005). De plaats maakt deel uit van het arrondissement Châteauroux.

## Geografie
De oppervlakte van Bouesse bedraagt 24,5 km², de bevolkingsdichtheid is 16,1 inwoners per km².
De onderstaande kaart toont de ligging van Bouesse met de belangrijkste infrastructuur en aangrenzende gemeenten.

## Demografie
Onderstaande figuur toont het verloop van het inwonertal (bron: INSEE-tellingen).